# Polihalita
La polihalita és un mineral de la classe dels sulfats que rep el seu nom del grec polis (diversos) i hal (sal). Va ser descoberta l'any 1818 en una mina prop de Bad Ischl, a l'Alta Àustria (Àustria).

## Característiques
La polihalita és un sulfat hidratat de potassi, calci i magnesi. Cristal·litza en el sistema triclínic en un hàbit típicament fibrós, de vegades foliat o massiu. Rarament forma cristalls tabulars. La seva duresa a l'escala de Mohs oscil·la entre 2,5 i 3,5, i la seva ratlla és blanca o vermellosa.
Segons la classificació de Nickel-Strunz, la polihalita pertany a «07.CC: Sulfats (selenats, etc.) sense anions addicionals, amb H₂O, amb cations de mida mitjana i grans» juntament amb els següents minerals: krausita, tamarugita, kalinita, mendozita, lonecreekita, alum-(K), alum-(Na), tschermigita, lanmuchangita, voltaita, zincovoltaita, pertlikita, ammoniomagnesiovoltaita, kröhnkita, ferrinatrita, goldichita, löweita, blödita, nickelblödita, changoita, zincblödita, leonita, mereiterita, boussingaultita, cianocroita, mohrita, nickelboussingaultita, picromerita, leightonita, amarillita, konyaita i wattevilleita.

## Formació i jaciments
Apareix en els dipòsits sedimentaris de sal oceànica, on és un mineral molt comú i pot ser el principal component en quantitats industrials. Es forma en aquests dipòsits a partir del guix en presència de solucions riques en magnesi i potassi. Més rarament també s'ha trobat com a producte volcànic, en sublimats de fumaroles. Sol trobar-se associada a altres minerals com: halita, anhidrita, glauberita, carnallita, kieserita, langbeinita o vanthoffita.